# Бонналь, Анри
Гийом Огюст Бальтазар Эжен Анри Бонналь (фр. Guillaume Auguste Balthazar Eugène Henri Bonnal; 1844—1917) — французский бригадный генерал, военный писатель, военный историк и тактик, профессор в Сен-Сир.

## Биография
Анри Бонналь родился 27 марта 1844 года в Тулузе. Окончил особую военную школу Сен-Сир, откуда был направлен проходить службу в пехотные части французской армии.
Участвовал во франко-прусской войне: в сражении при Седане и в Тонкинской экспедиции.
В 1899 году Бонналю было присвоено звание бригадного генерала, и он занял кафедру военной истории и тактики в альма-матер, а в 1901 году стал её директором.
С 1902 по 1905 году находился в отставке; затем вновь занял тот же пост и был назначен членом технического комитета генерального штаба и пехоты.
Согласно Военной энциклопедии Сытина, литературные военно-исторические произведения генерала Бонналя «благодаря глубине исследования, весьма интересным сопоставлениям, богатству образов и прекрасному стилю, получили большую известность в военных кругах».
На русском языке при жизни автора был издан его труд, озаглавленный «Виленская операция» (перевод полк. Иностранцева).
Гийом Огюст Бальтазар Эжен Анри Бонналь умер 2 июля 1917 года в XV округе Парижа.

## Избранная библиография
- «De La méthode dans les hautes Études militaires en Allemagne et en France», 1902;
- «L’Esprit de La guerre moderne», несколько частей, издан-ных в 1903—04 гг.;
- «L’Art nouveau en tactique. — Étude critique», 1904 г.;
- «Le manoeuvré de Landshut. Étude sur La stratégie de Napoléon et sa psychologie militaire depuis le milieu de l’année 1803 jusqu’au 30 avril 1809», изд. 1905 г.;
- «Questions militaires d’actualité», изд. 1906—09 гг.